# Гинтер Херман
Гинтер Херман (5. децембар 1960) је бивши немачки фудбалер који је играо на позицији везног играча. Тренутно ради као помоћни тренер и спортски директор у клубу Оберноленд. Играо је за репрезентацију на Светском првенству 1990. године где је Западна Немачка и освојила титулу.

## Каријера
Током скоро десет професионалних сезона, Херман је играо са клубом Вердер Бремен. Дебитовао је у Бундеслиги 11. децембра 1982. године, победом од 2: 1 против клуба Бохума.
Након спорог старта, Херман је постао врло важан дефанзивни играч, често у партнерству са легендарним Мирославом Вотавом у централном везном реду. У сезони 1987–88 је играо на 30 мечева (добио је само један жути картон), пошто је Вердер освојио државно првенство после 23 године. Како се његово присуство смањивало, он се ипак појавио у шест мечева током победничке кампање клупског освајача Купа 1991-1992, иако није играо у финалу.
У децембру 1992. Херман је напустио Бремен након 231 меча на врху лета за другог прволигаша, Ватеншејд 09, помажући им да задрже статус највишег нивоа у другој половини сезоне. Каријеру је завршио у другој дивизији са Хановером 96, пензионишући са скоро 36; касније је управљао аматерским фудбалским клубовима, већину са клубом Остерхолц Шармбек.

## Репрезентација
Херман је забележио само два међународна меча за Западну Немачку у својој професионалној каријери, а дебитовао је 21. септембра 1988, у пријатељском колу против Совјетског Савеза (1–0) у Диселдорфу.
Његов други наступ догодио се у финалном мечу уочи светског првенства 1990. играјући девет минута, уз још један меч од 1: 0, 30. маја, против Данске.